# کوچان
کوچان (به بلغاری: Kochan) یک منطقهٔ مسکونی در بلغارستان است که در شهرستان ساتووچا واقع شده‌است.
 کوچان ۳۲٫۷۸۳ کیلومتر مربع مساحت و ۲٬۹۸۸ نفر جمعیت دارد و ۹۶۱ متر بالاتر از سطح دریا واقع شده‌است.